# Rima Petronytė
Rima Petronytė, coniugata Bražėnienė (Ukmergė, 23 maggio 1970), è un'ex cestista lituana, fino al 1989 sovietica.

## Carriera
Con la Lituania ha disputato i Campionati europei del 1997.